# Люти, Жак
Жак Люти (фр. Jacques Lüthy; род. 11 июля 1959, Шарме) — швейцарский горнолыжник, специалист по слалому и гигантскому слалому. Выступал за сборную Швейцарии по горнолыжному спорту в 1978—1985 годах, бронзовый призёр зимних Олимпийских игр в Лейк-Плэсиде, серебряный и бронзовый призёр 10 этапов Кубка мира, четырёхкратный чемпион национального первенства.

## Биография
Жак Люти родился 11 июля 1959 года в коммуне Шарме кантона Фрибур, Швейцария.
В конце 1978 года вошёл в основной состав швейцарской национальной сборной и дебютировал в Кубке мира, в частности закрыл десятку сильнейших в гигантском слаломе на этапе в Шладминге. На следующем домашнем этапе в Адельбодене уже поднялся на пьедестал почёта, став в зачёте гигантского слалома третьим. Через некоторое время добавил в послужной список ещё одну бронзовую награду.
Благодаря череде удачных выступлений удостоился права защищать честь страны на зимних Олимпийских играх 1980 года в Лейк-Плэсиде — в гигантском слаломе показал пятый результат, тогда как в обычном слаломе занял третье место и завоевал бронзовую олимпийскую медаль, пропустив вперёд только шведа Ингемара Стенмарка и американца Фила Маре. Кроме того, в этом олимпийском сезоне он получил три серебряные и три бронзовые медали на различных этапах Кубка мира, а в общем зачёте гигантского слалома разместился в итоговом протоколе на третьей позиции.
После Олимпиады Люти остался в главной горнолыжной команде Швейцарии и продолжил принимать участие в крупнейших международных соревнованиях. Так, он продолжал выступать на этапах Кубка мира вплоть до 1985 года, хотя за всю свою спортивную карьеру выиграть какой-либо из этапов ему так и не удалось. Всего на его счету 10 призовых мест на этапах Кубка мира, в том числе четыре в слаломе и шесть в гигантском слаломе. Последний раз показал сколько-нибудь значимый результат в горнолыжном спорте в 1986 году, в четвёртый раз выиграв титул чемпиона Швейцарии.
Завершив карьеру профессионального спортсмена, Жак Люти открыл магазин спортивных товаров в своей родной коммуне Шарме.